# Марія Кароліна Австрійська (1752–1814)
Марі́я Каролі́на Луї́за Йозе́фа Йога́нна Анто́нія Австрі́йська (нім. Maria Karolina Luise Josepha Johanna Antonia von Österreich), також Марія Кароліна Габсбург-Лотаринзька (нім. Maria Karolina von Habsburg-Lothringen, 13 серпня 1752 — 8 вересня 1814) — ерцгерцогиня Австрійська з династії Габсбургів-Лотарингенів, донька імператорів Священної Римської імперії Франца I Стефана та Марії-Терезії, дружина короля Сицилії та Неаполю Фердинанда III (IV), матір імператриці Австрії Марії Терези, королеви Франції Марії Амелії та короля Обох Сицилій Франческо I.

## Біографія

### Ранні роки
Марія Кароліна народилась 13 серпня 1752 року в палаці Шенбрунн у Відні тринадцятою дитиною та десятою донькою в родині імператорів Священної Римської імперії Франца I Стефана та Марії-Терезії. Хрещеними батьками новонародженої стали король Франції Людовик XV та його дружина Марія Лещинська. 
Мала старших братів Йозефа, Карл Йозефа та Леопольда й сестер Марію Анну, Марію Христину, Марію Єлизавету, Марію Амалію, Марію Йоганну та Марію Йозефу. Інші сестри померли немовлятами до її народження. Згодом народилися молодші брати Фердинанд та Максиміліан і донька Марія Антонія. Сімейство мешкало взимку у Гофбургу, літо проводили у палацах Шенбрунн та Лаксенбург.
У 1756 році в Європі почалася Третя Сілезька війна, в якій була задіяна і Священна Римська імперія. Бойові дії скінчилися у 1763 році в результаті повного виснаження воюючих сторін. За два роки помер імператор Франц I Стефан. Марії Кароліні за кілька днів перед цим виповнилося 13 років.
В родині принцесу на французький манер кликали Шарлоттою. Найбільш тісні відносини у неї склалися з молодшою сестрою Марією Антонією. Гувернанткою обох ерцгерцогинь була графиня Марія Вальбурга Лерхенфельд. Цього домоглася Марія Кароліна, невдоволена попередньою вихователькою графинею Джудіт фон Брандіс. Освіта ерцгерцогині включала уроки історії, політології, іноземних мов, математики, орфографії, живопису, танців та театрального мистецтва. Гру на фортепіано для імператорських дітей викладав Георг Крістоф Вагензейль. Також навчалася рукоділлю та мистецтву вести розмови.
У жовтні 1767 року, заразившись віспою, пішла з життя її сестра Марія Йозефа, яка мала відбути до Неаполю аби стати дружиною короля Фердинанда IV. Не бажаючи втрачати вигідну шлюбну партію, батько нареченого, король Іспанії Карл III, домовився з Марією-Терезією про весілля Фердинанда з сестрою померлої. Обираючи між Марією Амалією та Марією Кароліною, він обрав останню як більш підходящу за віком. Дівчині ця ідея зовсім не подобалася, вона плакала та благала відмінити заручини. Втім, її прохання були проігноровані та почалася підготовка до її нової ролі. Марія-Терезія давала доньці інструкції щодо внутрішніх та політичних обов'язків, наставляла бути німкенею серцем і розумом, але виглядати неаполітанкою, та не робити порівняннь між їхніми звичками й неаполітанськими.

### Шлюбне життя

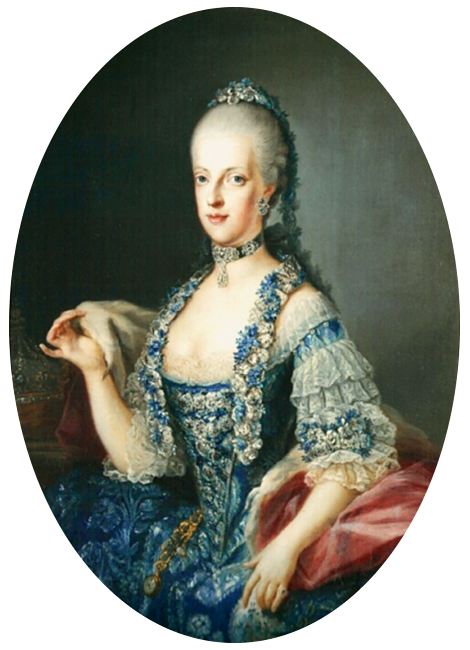
Портрет Марії Кароліни пензля Франческо Ліані, музей Каподімонте

Шлюб за домовленістю був укладений 27 червня 1768 року у церкві Святого Августина у Відні. Нареченого представляв молодший брат Марії Кароліни, Фердинанд. Того ж дня принцеса відбула до нової батьківщини. Вінчання 15-річної ерцгерцогині з 16-річним королем Сицилії та Неаполю Фердинандом відбулося 12 травня 1768 року у палаці Казерта в Неаполі. Фердинанд заявляв після шлюбної ночі, що дружина «спить як мертва та пітніє як свиня». Кароліна, в свою чергу, знайшла чоловіка «дуже потворним» і в листі до гувернантки повідомила, що «любить його тільки через відчуття обов'язку». Матері вона писала: «Я відкрито визнаю, що краще померти, ніж пережити все, що зі мною сталося». Також відверто сумувала за батьківщиною.
Під час медового місяця між подружжям виникли серйозні розбіжності, які поглиблюватися з роками. На відміну від Марії Кароліни, яка була сумлінно підготовлена до ролі майбутньої королеви і матері багатьох дітей, Фердинанд не мав достатньої освіти та полюбляв проводити час на полюванні, у заняттях живописом та вживанні розкішних обідів. Інтимні стосунки від початку виявилися невдалими, але згодом королеві вдалося завоювати прихильність чоловіка, запевнивши його у своїй закоханості в нього. Завагітніла вона лише на четвертий рік шлюбу. У червні 1772 року народила первістка. З часом пара навчилася приймати спільне життя як належне та будувати довірчі відносини, корисні для обох партнерів. Всього ж Марія Австрійська народила 17 живих дітей

### Королева Сицилії та Неаполю

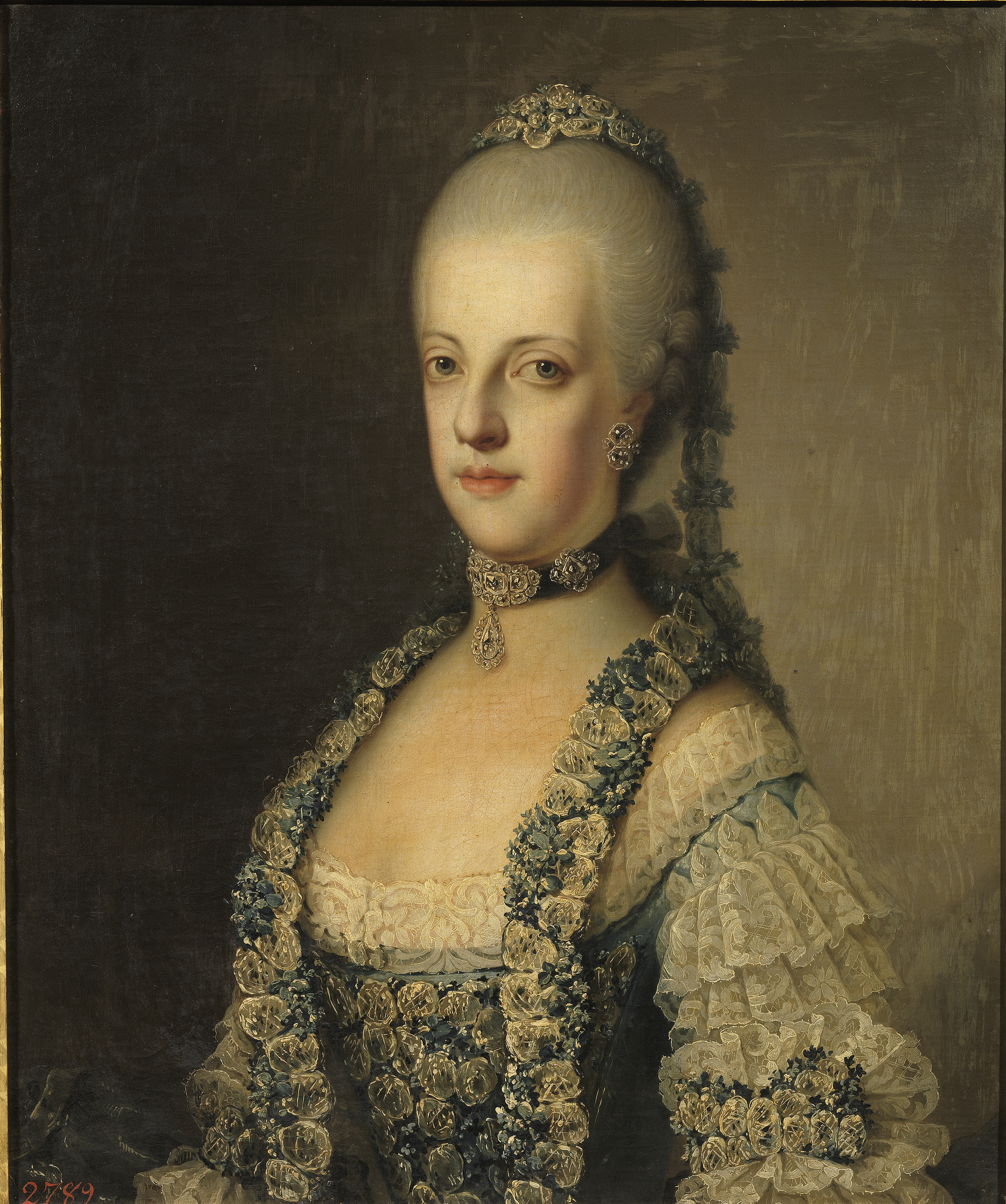
Портрет Марії Кароліни невідомого майстра, Національний музей Прадо

Після народження спадкоємця, як і було зазначено у шлюбному контракті, королева у лютому 1776 року була введена до Державної Ради. Її вплив на чоловіка зростав. У своїй політичній діяльності Марія Кароліна демонструвала якості, успадковані від Марії Терези: високий інтелект та амбіції. Головним чином вона намагалася сприяти автономії королівств, зменшивши їхню залежність від Іспанії. Скоро вона змусила залишити посаду першого міністра країни Бернардо Тануччі, який був фактичним правителем країни більше двадцяти років. З того моменту всі державні справи регулювалися королевою, починаючи з призначення наступника Тануччі в особі Г. Беккаделлі, маркіза Самбукі. У 1784 році його місце посів Джон Актон, який з'явився у Неаполі за п'ять років перед цим і вже був, завдяки заступництву Марії Кароліни, міністром військово-морського флоту. Вступ королеви до Ради призвів до прогресивних змін у політиці Бурбонів, яка поступово набувала проавстрійських та проанглійських рис.
У перші роки правління Марія Кароліна діяла згідно з ідеями просвітництва, як її матір і старший брат. Перші два десятиліття вона була зосереджена на відновленні політико-економічного апарату. Сприяла численним реформам, включаючи скасування заборони масонської асоціації, розширення флоту, обмеження привілеїв дворянста та духовенства, більш справедливий розподіл оподаткування, з метою полегшення життя бідноти в країні.
Покровительствувала художникам, у першу чергу, Ангеліці Кауфман та Якобу Філіпу Гаккерту. У 1784 році заснувала філантропічну колонію Сан-Лейсі, жителі якої мали тільки виготовляти шовк. Її освічений абсолютизм пов'язують з народженням Статуту Сан-Лейсі, першим кодексом законів, задуманих жінкою в інтересах жінок.
Коли вибухнула революція у Франції, королева побоювалася повстання у Неаполі через великі злидні людей. Заворушень не відбулося, однак революція сприяла формуванню республіканських громад. Консервативне селянське населення залишалося в основному лояльним до короля, в той час як серед буржуазії зростали антимонархічні настрої.
Після вбивства Марії-Антуанетти королева була настільки шокована, що перестала розмовляти французькою. Співчуття, яке вона мала для якобінців під час революції, перетворилося в ненависть. Після цього Марія Кароліна відмовилася від своєї позиції освіченого абсолютизму і взяла реакційний курс. Кордони були закриті для тих, хто підозрювався у поширенні революційнихі ідей, в пресі була введена сувора цензура. У 1793 році Неаполь та Сицилія приєдналися до першої коаліції проти Франції, в яку увійшли Англія, Австрія, Пруссія, Нідерланди, Королівства Сардинія та Португалія. У листі до свого племінника королева писала, що не наслідуватиме долю сестри:
«У крайньому випадку, я налаштована кинути своїх семеро дітей у море і кинутися за ними. Я не хочу бути здобиччю цих мерзотників».
У 1794 році, після викриття якобінської змови з метою повалення уряду, Марія Кароліна наказала придушити масонство, членом якого вона сама колись була, вважаючи, що її послідовники брали участь у змові разом з французами. Неаполь був поділений на дванадцять поліцейських палат, контрольованих призначеними урядом комісарами. Створена була також таємна поліція, яка мала своїх шпигунів. Саме завдяки секретній поліції королева дізналася про істотне зниження своєї популярності серед усіх верств суспільства. Армія постійно була мобілізована через можливість раптового нападу, що призвело до значного збільшення оподаткування. В обстановці загального терору Марія Кароліна почала вимагати аби її їжу пробувати інші та кожен день міняти місцеперебування королівської сім'ї.

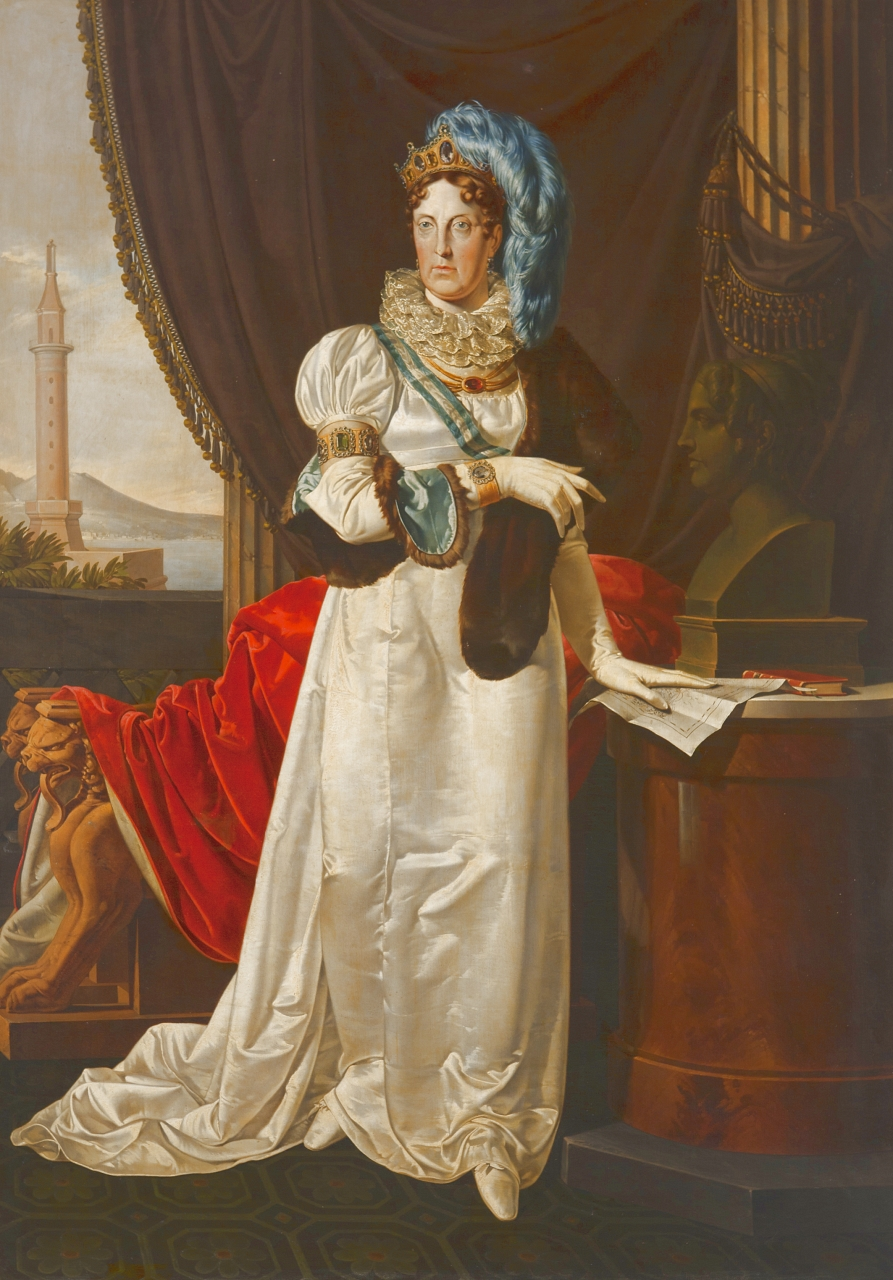
Королева на портреті Ф. Марсільї, 1814, палац Казерта

Коли до південного краю Італії підійшли війська генерала Наполеона Бонапарта, який уже вигнав королівські родини з Ломбардії та Тоскани, Марія Кароліна погодилася на мир із Францією, який був підписаний 10 жовтня 1797 року.
Однак у 1798 році королівське подружжя вирішило приєднатися до другої коаліції проти Франції. У листопаді того ж року неаполітанське військо сунуло до Риму, проте було розбите французами. Королівська сім'я втекла до Сицилії наприкінці грудня 1798 року. У сицилійському засланні Марія Кароліна стежила за політичними подіями в Неаполі. У січні 1799 року французькими військами на чолі з генералом Шампіонне була проголошена Партенопійська республіка, проте вже у червні 1799 року владу Фердинанда, за допомогою військ, було відновлено. Багато хто приписував королеві, за угодою з Г. Нельсоном, відповідальність за подальші переслідування, які анулювали зобов'язання почесних умов капітуляції, обіцяної кардиналом Фабріціо Руффо переможеним республіканцям.
У червні 1800 року Марія Кароліна з трьома неодруженими доньками та молодшим сином, у супроводі Гораціо Нельсона, своєї подруги Емми Гамільтон та її чоловіка Вільяма Гамільтона, виїхала через Ліворно, Флоренцію, Трієст і Любляну до Відня, куда прибула у серпні. У рамках шлюбних переговорів королева залишалася там протягом двох років і намагалася влаштувати якомога вигідніші шлюби своїх дітей. У сімейному колі вона проводила більшу частину часу з улюбленою внучатою племінницею Марією Луїзою Австрійською, майбутньою дружиною Наполеона.
17 серпня 1802 року Марія Кароліна повернулася до Неаполю. У 1805 році Наполеон знову увійшов до Італії. У війні третьої коаліції він завоював Неаполь. У лютому 1806 року королівська родина була змушена знову бігти на Сицилію. У 1812 році, під тиском британського уряду, Фердинанд фактично зрікся влади на користь сина Франческо І. Королеву британці попросили наступного року виїхати з Сицилії до Відня. Ще у дорозі вона дізналася про поразку Наполеона в битві під Лейпцигом у жовтні 1813 року. Після довгої подорожі через Константинопіль, Одесу, Львів і Будапешт Марія Кароліна дісталися до Відня у січні 1814 року.
Померла від інсульту у замку Хетцендорф поблизу Відня 8 вересня 1814 року. Покоївка знайшла її мертвою на підлозі серед купи листів. Була похована у Тосканській крипті імператорського склепу Капуцинеркірхе у Відні. Серце зберігається в урні у крипті сердець в каплиці Лорето Аугустинеркірхе.

## Родина

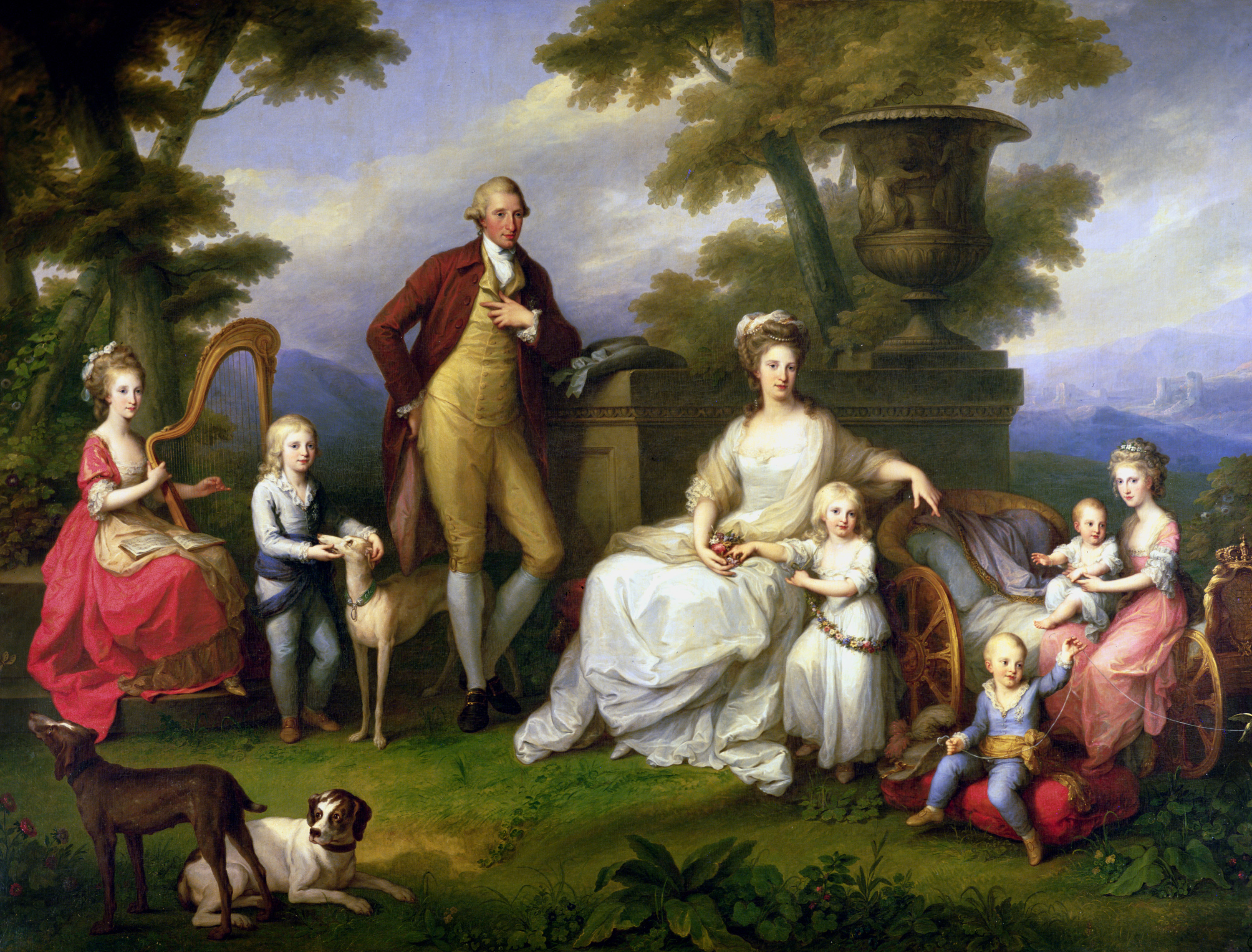
Королівська родина на портреті А. Кауфман, 1783, музей Каподімонте

Чоловік — Фердинанд I (король Обох Сицилій)
Діти:
- Марія Тереза (1772—1807) — дружина останнього імператора Священної Римської імперії Франца II, згодом імператора Австрії, мала дванадцятеро дітей;
- Марія Луїза (1773—1802) — дружина великого герцога Тоскани Фердинанда III, мала п'ятеро дітей;
- Карло (1775—1778) — прожив 4 роки;
- Марія Анна (1775—1780) — прожила 4 роки;
- Франческо (1777—1830) — король Обох Сицилій у 1825—1830 роках, був одруженим із австрійською ерцгерцогинею Марією Клементиною, а після її смерті — з іспанською інфантою Марією Ізабеллою, мав тринадцятеро дітей від обох шлюбів;
- Марія Крістіна (1779—1849) — дружина короля П'ємонта та Сардинії Карла Фелікса, дітей не мала;
- Марія Крістіна Амелія (1779—1783) — близнючка Марії Крістіни, прожила 4 роки;
- Дженнаро (1780—1789) — прожив 9 років;
- Джузеппе (1781—1783) — прожив півтора року;
- Марія Амелія (1782—1866) — дружина короля Франції Луї-Філіппа I, мала десятеро дітей;
- Марія Антонія (1784—1806) — дружина іспанського інфанта Фернандо, принца Астурійського, дітей не мала;
- Марія Клотильда (1786—1792) — прожила 6 років;
- Марія Генрієтта (1787—1792) — прожила 5 років;
- Карло (1788—1789) — прожив 5 місяців;
- Леопольдо (1790—1851) — принц Салерно, був одружений із австрійською ерцгерцогинею Марією Клементиною, мав двох законних дітей та позашлюбного сина від балерини Фанні Ельслер;
- Альберто (1791—1798) — прожив 6 років;
- Марія Ізабелла (1793—1801) — прожила 7 років.

## Нагороди
- Золота троянда (нагорода папи римського) (1790);
- Орден королеви Марії Луїзи (Іспанія).